# NBA Sixth Man of the Year Award
NBA Sixth Man of the Year Award är ett sportpris som tilldelas årets bäste avbytare, "Sixth Man" (sjätte person), i National Basketball Association (NBA). Priset instiftades efter säsongen 1982/1983.
Jamal Crawford och Lou Williams har vunnit flest gånger, tre gånger totalt.

## Vinnare
| ^ | Spelare som fortfarande är aktiva. |
| * | Inröstad i Basketball Hall of Fame |

| Säsong    | Namn                  | Position       | Nationalitet | Lag                      |
| --------- | --------------------- | -------------- | ------------ | ------------------------ |
| 1982/1983 | Robert "Bobby" Jones* | Forward        | USA          | Philadelphia 76ers       |
| 1983/1984 | Kevin McHale*         | Forward        | USA          | Boston Celtics           |
| 1984/1985 | Kevin McHale* (2)     | Forward        | USA          | Boston Celtics (2)       |
| 1985/1986 | Bill Walton*          | Center         | USA          | Boston Celtics (3)       |
| 1986/1987 | Ricky Pierce          | Guard          | USA          | Milwaukee Bucks          |
| 1987/1988 | Roy Tarpley           | Forward/Center | USA          | Dallas Mavericks         |
| 1988/1989 | Eddie Johnson         | Forward        | USA          | Phoenix Suns             |
| 1989/1990 | Ricky Pierce (2)      | Guard          | USA          | Milwaukee Bucks (2)      |
| 1990/1991 | Detlef Schrempf       | Forward        | Tyskland     | Indiana Pacers           |
| 1991/1992 | Detlef Schrempf (2)   | Forward        | Tyskland     | Indiana Pacers           |
| 1992/1993 | Cliff Robinson        | Forward/Center | USA          | Portland Trail Blazers   |
| 1993/1994 | Dell Curry            | Guard          | USA          | Charlotte Hornets        |
| 1994/1995 | Anthony Mason         | Forward        | USA          | New York Knicks          |
| 1995/1996 | Toni Kukoč*           | Forward        | Kroatien     | Chicago Bulls            |
| 1996/1997 | John Starks           | Guard          | USA          | New York Knicks (2)      |
| 1997/1998 | Danny Manning         | Forward        | USA          | Phoenix Suns (2)         |
| 1998/1999 | Darrell Armstrong     | Guard          | USA          | Orlando Magic            |
| 1999/2000 | Rodney Rogers         | Forward        | USA          | Phoenix Suns (3)         |
| 2000/2001 | Aaron McKie           | Guard          | USA          | Philadelphia 76ers (2)   |
| 2001/2002 | Corliss Williamson    | Forward        | USA          | Detroit Pistons          |
| 2002/2003 | Bobby Jackson         | Guard          | USA          | Sacramento Kings         |
| 2003/2004 | Antawn Jamison        | Forward        | USA          | Dallas Mavericks (2)     |
| 2004/2005 | Ben Gordon            | Guard          | USA          | Chicago Bulls (2)        |
| 2005/2006 | Mike Miller           | Forward/Guard  | USA          | Memphis Grizzlies        |
| 2006/2007 | Leandro Barbosa       | Guard          | Brasilien    | Phoenix Suns (4)         |
| 2007/2008 | Manu Ginóbili*        | Guard          | Argentina    | San Antonio Spurs        |
| 2008/2009 | Jason Terry           | Guard          | USA          | Dallas Mavericks (3)     |
| 2009/2010 | Jamal Crawford        | Guard          | USA          | Atlanta Hawks            |
| 2010/2011 | Lamar Odom            | Forward        | USA          | Los Angeles Lakers       |
| 2011/2012 | James Harden^         | Guard          | USA          | Oklahoma City Thunder    |
| 2012/2013 | J.R. Smith            | Guard          | USA          | New York Knicks (3)      |
| 2013/2014 | Jamal Crawford (2)    | Guard          | USA          | Los Angeles Clippers     |
| 2014/2015 | Lou Williams^         | Guard          | USA          | Toronto Raptors          |
| 2015/2016 | Jamal Crawford (3)    | Guard          | USA          | Los Angeles Clippers (2) |
| 2016/2017 | Eric Gordon^          | Guard          | USA          | Houston Rockets          |
| 2017/2018 | Lou Williams^ (2)     | Guard          | USA          | Los Angeles Clippers (3) |
| 2018/2019 | Lou Williams^ (3)     | Guard          | USA          | Los Angeles Clippers (4) |
| 2019/2020 | Montrezl Harrell^     | Forward        | USA          | Los Angeles Clippers (5) |
| 2020/2021 | Jordan Clarkson^      | Guard          | Filippinerna | Utah Jazz                |
| 2021/2022 | Tyler Herro^          | Guard          | USA          | Miami Heat               |
| 2022/2023 | Malcolm Brogdon^      | Guard          | USA          | Boston Celtics           |